# Найдёновский сельский совет
Найдёновский сельский совет (укр. Найдьонівська сільська рада, крымскотат. Tabuldı köy şurası) — согласно законодательству Украины — административно-территориальная единица в Красногвардейском районе Автономной Республики Крым, расположенная в юго-восточной части района в степной зоне полуострова, у границы с Белогорским районом. Население по переписи 2001 года — 1590 человек. Сельсовет занимал 36 км².
К 2014 году состоял из 3 сёл:
- Найдёновка
- Золотое
- Орловка

## История
Табулдинский сельсовет был создан в начале 1920-х годов в составе Симферопольского района. По результатам всесоюзной переписи 17 декабря 1926 года Табулдинский сельский включал 11 населённых пунктов с населением 1002 человека.
Постановлением КрымЦИКа «О реорганизации сети районов Крымской АССР» от 15 сентября 1930 года, был создан Биюк-Онларский район (с 1944 года — Октябрьский район), теперь как немецкий национальный, куда включили сельсовет. Указом Президиума Верховного Совета РСФСР от 21 августа 1945 года Табулдинский сельсовет был переименован в Найдёновский. С 25 июня 1946 года совет в составе Крымской области РСФСР, а 26 апреля 1954 года Крымская область была передана из состава РСФСР в состав УССР. Время упразднения сельсовета пока не установлено: на 15 июня 1960 года он уже не существовал. Возрождён сельсовет в период между 1 июня 1968 года (на эту дату его ещё не было) и 1974 годом, когда совет описан в труде «Історія міст і сіл Української РСР». На 1 января 1977 года сельсовет уже имел современный состав. С 12 февраля 1991 года сельсовет в восстановленной Крымской АССР, 26 февраля 1992 года переименованной в Автономную Республику Крым. С 21 марта 2014 года в составе Крыма аннексирован Россией. Законом «Об установлении границ муниципальных образований и статусе муниципальных образований в Республике Крым» от 4 июня 2014 года территория административной единицы была объявлена муниципальным образованием со статусом сельского поселения.